# ملفين جنكينز
ملفين جنكينز (بالإنجليزية: Melvin Jenkins)‏ هو لاعب كرة القدم الكندية أمريكي، ولد في 16 مارس 1962 في جاكسون في الولايات المتحدة.

## وصلات خارجية
- ملفين جنكينز على موقع مرجع كرة القدم المحترفة.كوم (الإنجليزية)